# Серафим (Зализницкий)
Митрополит Серафим (в схиме Сергий, в миру Васи́лий Фёдорович Зализни́цкий; 16 января 1953, село Лосятин, Кременецкий район, Тернопольская область) — архиерей Украинской православной церкви на покое, митрополит Ивано-Франковский и Коломыйский в 2018—2022 годах.

## Биография
Родился 16 января 1953 года на хуторе Сеножати, близ села Лосятин Кременецкого района Тернопольской области. По окончании восьмилетней школы в 1969 году поступил в Кременецкий сельскохозяйственный техникум. Работал в колхозе, а потом в Кременецком районном управлении сельского хозяйства в должности агронома.
В 1975 году зачислен в Московскую духовную семинарию, после окончания которой в 1979 году поступил в Московскую духовную академию, где учился до 1983 года.
24 февраля 1985 года митрополитом Киевским и Галицким Филаретом (Денисенко) рукоположён во диакона, 3 марта им же — во иерея и 30 мая назначен настоятелем церкви святой равноапостольной Марии Магдалины города Белая Церковь и благочинным Белоцерковского округа Киевской епархии.
31 июля 1994 года архимандритом Ефремом (Кицай) пострижен в монашество с именем Серафим в честь преподобного Серафима Саровского.
1 августа 1994 года хиротонисан во епископа Белоцерковского и Богуславского. Хиротонию совершали: митрополит Киевский и всея Украины Владимир (Сабодан), архиепископ Луганский и Старобельский Иоанникий (Кобзев), архиепископ Глуховский и Конотопский Ионафан (Елецких), епископ Херсонский и Таврический Иларион (Шукало).
В конце 1990-х — начале 2000-х годов был одним из духовных лидеров движения против принятия идентификационных номеров. Выступал против экуменизма и глобализма, приобретя репутацию проповедника, мнение которого иногда расходилась с официальной позицией УПЦ и РПЦ. В частности, он утверждал, что при принятии идентификационного номера от человека «отходит благодать Духа Святаго, и входит дух мира сего, дух антихриста» и что «поклонение бесам через ИНН — уже более изощрённая форма», чем поклонение языческим идолам. При этом он призывал «ни в коем случае не делать раскол, не делать какую-то свою группу, а просто с этого прихода перейти в другой приход…». Беседы епископа Серафима против экуменизма, глобализма и электронных документов расходились в брошюрах и аудиокассетах по всей Украине.
В августе 2003 года прямо в больничной палате, где находился в тяжёлом состоянии, по благословению митрополита Киевского и всея Украины Владимира принял великую схиму с наречением имени Сергий.
31 мая 2007 года постановлением Священного синода Украинской православной церкви освобождён от управления Белоцерковской епархией и назначен епископом Северодонецким и Старобельским.
4 июня 2007 года решением Священного синода Украинской православной церкви освобождён от управления Северодонецкой и Старобельской епархией и выведен за штат по собственному желанию. В декабре того же года указом патриарха Алексия II назначен настоятелем храмов Введения во храм Пресвятой Богородицы и Живоначальной Троицы у Салтыкова моста (Лефортово) в Москве.
Как отмечал сайт «Религия в Украине», «с переводом в Москву широкая антиглобалистская и антиэкуменическая деятельность владыки прекратилась». Тем не менее, известно, что 22 мая 2009 года совершил Божественную литургию в храме Николая Чудотворца на Берсеневке в Москве вместе с настоятелем храма, игуменом Кириллом (Сахаровым). Епископ Серафим с подчёркнутым уважением отозвался о «древлем благочестии» и с благодарностью принял в подарок от прихода лестовку. Обращаясь к молящимся, он отметил важность «стояния против глобализации» общины на Бересеневке и «сохранения чистоты веры».
29 января 2016 года решением Священного синода Украинской православной церкви назначен епископом Шумским, викарием Тернопольской епархии, ректором Почаевской духовной семинарии.
14 апреля 2016 года указом патриарха Кирилла освобождён от настоятельства в храмах Живоначальной Троицы и Введения во храм Пресвятой Богородицы у Салтыкова моста города Москвы. 25 мая того же года совершил последнюю литургию во Введенской церкви и простился с прихожанами Троице-Введенского прихода.
25 сентября 2018 года решением Священного синода Украинской православной церкви назначен епископом Ивано-Франковским и Коломыйским с освобождением от должности ректора Почаевской духовной семинарии. На тот момент в епархии действовали 28 приходов и три монастыря. 12 октября того же года прибыл на место нового служения.
Начало управления им епархией совпало со вторжением Константинопольского патриархата на Украину, созданием на основе УПЦ КП и УАПЦ Православной церкви Украины в декабре 2018 года, и давлением на клириков и верующих Украинской православной церкви с целью перехода в ПЦУ. 13 января 2019 года в селе Поховка Богородчанского района решением светских властей храм был отдан в ведение ПЦУ. В тот же день приход Николаево-Успенского собора города Коломыя с настоятелем собора протоиереем Николаем Сметанюком и священниками протоиереем Андреем Гринюком, протоиереем Иоанном Ироденком, протоиереем Валерием Кнышем перешли в ПЦУ. 30 января 2019 года официальный сайт епархии сообщал об усилении давления на клириков епархии со стороны правоохранительных органов: «настоятели приходов Ивано-Франковской епархии получают телефонные звонки с „приглашениями“ явиться в местные структуры правоохранительных органов. При этом правоохранители без каких-либо объяснений требуют предоставить для ознакомления учредительные документы религиозной общины, документы о праве собственности на здание храма, земельный участок и тому подобное». В ночь с 31 января на 3 февраля 2019 года был захвачен храм в Богородчанах, но община храма сохранила верность УПЦ. Распространённая в СМИ информация о переходе в ПЦУ прихода Свято-Димитриевского храма села Пробойновка не подтвердилась.
25 июня 2019 года на площади перед Успенским собором Киево-Печерской лавре митрополитом Киевским и всея Украины Онуфрием (Березовским) возведён в сан архиепископа. 17 августа 2021 года там же митрополитом Киевским и всея Украины Онуфрием (Березовским) возведен в сан митрополита.
23 ноября 2022 года освобождён от управления Ивано-Франковской епархией и почислен на покой.

## Принятие схимы
Василий Зализницкий 31 июля 1994 года, в канун праздника Серафима Саровского, был пострижен в малую схиму с именем Серафим.
1 августа, в день праздника Серафима, хиротонисан во епископа Белоцерковского и Богуславского.
В 2003 году, тяжело заболев и, возможно, ожидая кончины, принял схиму с именем Сергий.
В нарушение канонов, являясь схимонахом, продолжал архиерейское служение.

## Награды
- Орден преподобного Сергия Радонежского II степени
- Орден преподобных Антония и Феодосия Киево-Печерских
- Орден «За заслуги» III степени (Украина) (1998)[24]
- Орден преподобного Серафима Саровского II степени (2019) — во внимание к усердным архипастырским трудам и в связи с 25-летием архиерейской хиротонии[25]